# カート・ラッセル
カート・ラッセル（Kurt Vogel Russell、1951年3月17日 - ）は、アメリカ合衆国マサチューセッツ州スプリングフィールド出身の俳優。
『ニューヨーク1997』や『バックドラフト』、『エグゼクティブ・デシジョン』などでアクション俳優の地位を確立するが、社会派映画からコメディ映画まで出演する演技派俳優でもあり、全米で幅広い年齢層に人気を持つ実力派俳優としても有名である。身長180cm。

## 来歴
マサチューセッツ州スプリングフィールド出身。ドイツ系、イングランド系、スコットランド系、アイルランド系の血を引く。母親のルイーズ・ジュリアはダンサー、父親はニューヨーク・ヤンキースに所属した野球選手で俳優でもある、ビング・ラッセル（ただし、カートはボストン・レッドソックスの大ファンである）。

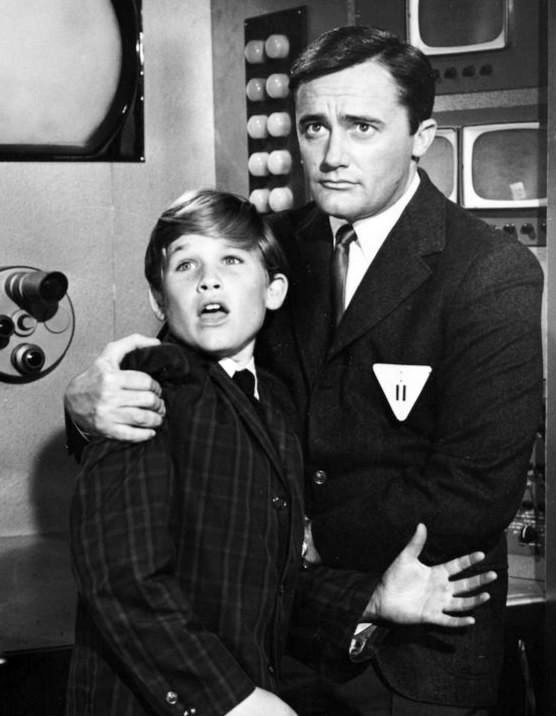
ドラマ『0011ナポレオン・ソロ』のエピソード「アザラシが死を運ぶ」（1964年12月1日放送）でロバート・ヴォーン （右）と（写真 NBCテレビ、1964年12月15日）

1963年、テレビシリーズ『ジェミーの冒険旅行』、映画『ヤング・ヤング・パレード』で芸能界デビューし、子役として『テニス靴をはいたコンピューター』など10本近いディズニー映画に出演。
1970年代には野球選手に転向しマイナーリーグで活躍したが、肩の怪我が原因で俳優業に戻った。1979年、ジョン・カーペンター監督が演出を担当したテレビ映画『ザ・シンガー』でのエルビス・プレスリー役がエミー賞主演男優賞候補となり、以後本格的に俳優活動を再開。
1983年の映画『シルクウッド』でゴールデングローブ賞助演男優賞にノミネートされた。
ジョン・カーペンター監督作品に多数出演し、アクション俳優の地位を確立するが、社会派映画からコメディー映画まで幅広く出演する演技派。全米で幅広い年齢層に人気を持つ実力派俳優として有名。

## 人物
1979年に女優シーズン・ヒューブリーと結婚し1980年に息子ボストンが生まれるが、1983年に離婚。1983年から『スイング・シフト』で共演した女優ゴールディ・ホーンと暮らし、1986年息子ワイアットをもうける。ワイアットは後にアイスホッケー選手として活動後、俳優に転向している。
元メジャーリーガーで、2006年まで千葉ロッテマリーンズに在籍したマット・フランコは甥にあたる。

## 主な出演作品

### 映画
| 公開年 | 邦題 原題                                                                    | 役名                                             | 備考                           | 吹き替え                                                                                  |
| ------ | ---------------------------------------------------------------------------- | ------------------------------------------------ | ------------------------------ | ----------------------------------------------------------------------------------------- |
| 1963   | ヤング・ヤング・パレード It Happened at the World's Fair                     |                                                  | クレジットなし                 |                                                                                           |
| 1964   | マードックの拳銃 Guns of Diablo                                              | ジェイミー                                       |                                | 野沢雅子                                                                                  |
| 1966   | 歌声は青空高く Follow Me, Boys!                                              | ホワイティ                                       |                                |                                                                                           |
| 1967   | ファミリー・バンド The One and Only, Genuine, Original Family Band           | シドニー                                         |                                |                                                                                           |
| 1969   | テニス靴をはいたコンピューター The Computer Wore Tennis Shoes                | デクスター・ライリー                             |                                | 塩沢兼人                                                                                  |
| 1971   | ハダシの重役 The Barefoot Executive                                          | スティーヴン・ポスト                             |                                |                                                                                           |
| 1971   | 愚者の行進 Fools' Parade                                                     | ジョニー                                         |                                |                                                                                           |
| 1972   | そら見えたぞ、見えないぞ! Now You See Him, Now You Don't                     | デクスター・ライリー                             |                                |                                                                                           |
| 1975   | 世界最強の男 The Strongest Man in the World                                  | デクスター・ライリー                             |                                |                                                                                           |
| 1975   | パニック・イン・テキサスタワー The Deadly Tower                              | チャールズ・ジョセフ・ホイットマン               | テレビ映画                     | 野島昭生                                                                                  |
| 1979   | ザ・シンガー Elvis                                                           | エルヴィス・プレスリー                           | テレビ映画                     |                                                                                           |
| 1980   | ユーズド・カー Used Cars                                                     | ルディ・ルッソ                                   |                                | 羽佐間道夫                                                                                |
| 1981   | ニューヨーク1997 Escape from New York                                        | スネーク・プリスキン                             |                                | 青野武                                                                                    |
| 1982   | 遊星からの物体X The Thing                                                    | R.J. マクレディ                                  |                                | 津嘉山正種                                                                                |
| 1983   | シルクウッド Silkwood                                                        | ドルー・スティーブンス                           |                                | 高岡健二（NHK版） 野島昭生（読売テレビ版）                                                |
| 1984   | スイング・シフト Swing Shift                                                 | マイク・ロックハート（ラッキー）                 |                                |                                                                                           |
| 1985   | 殺しの季節 The Mean Season                                                   | マルコム・アンダーソン                           | テレビ邦題『マイアミ殺人事件』 | 野沢那智                                                                                  |
| 1986   | タッチ・ダウン'90 The Best of Times                                          | レノ・ハイタワー                                 |                                |                                                                                           |
| 1986   | ゴーストハンターズ Big Trouble in Little China                               | ジャック・バートン                               |                                | 安原義人                                                                                  |
| 1987   | 潮風のいたずら Overboard                                                     | ディーン                                         |                                | 江原正士（TBS版） 屋良有作（機内上映版）                                                  |
| 1988   | テキーラ・サンライズ Tequila Sunrise                                         | ニック・フレシア捜査官                           |                                | 田中秀幸（ソフト版） 江原正士（フジテレビ版）                                             |
| 1989   | ウィンターピープル Winter People                                             | ウェイランド・ジャクソン                         |                                |                                                                                           |
| 1989   | デッドフォール Tango & Cash                                                  | ガブリエル・キャッシュ                           |                                | 安原義人（ソフト版・テレビ朝日版）                                                        |
| 1991   | バックドラフト Backdraft                                                     | スティーヴン・マカフレイ                         |                                | 石丸博也（ソフト版） 谷口節（フジテレビ版） 山路和弘（テレビ朝日版） 原康義（機内上映版） |
| 1992   | 不法侵入 Unlawful Entry                                                      | マイケル・カー                                   |                                | 富山敬（ソフト版） 原康義（テレビ朝日版） 大塚明夫（機内上映版）                          |
| 1992   | キャプテン・ロン Captain Ron                                                 | キャプテン・ロン                                 |                                | 大塚明夫                                                                                  |
| 1993   | トゥームストーン Tombstone                                                   | ワイアット・アープ                               |                                | 津嘉山正種                                                                                |
| 1994   | スターゲイト Stargate                                                        | ジャック・オニール大佐                           |                                | 池田秀一（ソフト版） 江原正士（フジテレビ版）                                             |
| 1996   | エグゼクティブ・デシジョン Executive Decision                                | デヴィッド・グラント博士                         |                                | 佐古正人（ソフト版） 原康義（テレビ朝日版）                                               |
| 1996   | エスケープ・フロム・L.A. Escape from L.A.                                    | スネーク・プリスキン                             | 兼脚本・製作                   | 山路和弘（ソフト版） 江原正士（フジテレビ版）                                             |
| 1997   | ブレーキ・ダウン Breakdown                                                   | ジェフリー・テイラー                             |                                | 大塚芳忠（ソフト版） 原康義（日本テレビ版）                                               |
| 1998   | ソルジャー Soldier                                                           | トッド3465                                       |                                | 谷口節（ソフト版） 石塚運昇（フジテレビ版）                                               |
| 2001   | スコーピオン 3000 Miles to Graceland                                         | マイケル・ゼーン                                 |                                | 山路和弘                                                                                  |
| 2001   | バニラ・スカイ Vanilla Sky                                                   | マッケイブ                                       |                                | 堀勝之祐                                                                                  |
| 2002   | アメージング・ハイウェイ60 Interstate 60: Episodes of the Road               | アイヴス                                         |                                | 新垣樽助                                                                                  |
| 2002   | ダーク・スティール Dark Blue                                                 | エルドン・ペリー                                 |                                | 安原義人                                                                                  |
| 2004   | ミラクル Miracle                                                             | ハーブ・ブルック                                 |                                | 原康義                                                                                    |
| 2005   | スカイ・ハイ Sky High                                                        | スティーヴ・ストロングホールド（ザ・コマンダー） |                                | 大塚芳忠                                                                                  |
| 2005   | 夢駆ける馬ドリーマー Dreamer: Inspired by a True Story                       | ベン・クレーン                                   |                                | 山路和弘                                                                                  |
| 2006   | ポセイドン Poseidon                                                          | ロバート・ラムジー                               |                                | 堀勝之祐                                                                                  |
| 2007   | デス・プルーフ in グラインドハウス Death Proof                               | スタントマン・マイク                             |                                | 菅生隆之                                                                                  |
| 2013   | エージェント・スティール The Art of the Steal                                | クランチ・カルフーン                             |                                | 相沢まさき                                                                                |
| 2014   | バタード・バスタード・ベースボール The Battered Bastards of Baseball         | 本人                                             |                                |                                                                                           |
| 2015   | ワイルド・スピード SKY MISSION Fast & Furious 7                              | ミスター・ノーバディ                             |                                | 大塚芳忠                                                                                  |
| 2015   | トマホーク ガンマンvs食人族 Bone Tomahawk                                    | フランクリン・ハント保安官                       |                                | 菊池康弘                                                                                  |
| 2015   | ヘイトフル・エイト The Hateful Eight                                         | ジョン・ルース                                   |                                | 菅生隆之                                                                                  |
| 2016   | バーニング・オーシャン Deepwater Horizon                                     | ジミー・ハレル                                   |                                | 田中正彦                                                                                  |
| 2017   | ワイルド・スピード ICE BREAK The Fate of the Furious                         | ミスター・ノーバディ                             |                                | 大塚芳忠                                                                                  |
| 2017   | ガーディアンズ・オブ・ギャラクシー:リミックス Guardians of the Galaxy Vol. 2 | エゴ                                             |                                | 金尾哲夫                                                                                  |
| 2018   | クリスマス・クロニクル The Christmas Chronicles                              | サンタクロース                                   |                                | 金尾哲夫                                                                                  |
| 2019   | ワンス・アポン・ア・タイム・イン・ハリウッド Once Upon a Time in Hollywood   | ランディ・ミラー/ナレーター                      |                                | 安原義人                                                                                  |
| 2020   | クリスマス・クロニクル PART2 The Christmas Chronicles 2                      | サンタクロース                                   |                                | 金尾哲夫                                                                                  |
| 2021   | ワイルド・スピード/ジェットブレイク F9                                       | ミスター・ノーバディ                             |                                | 大塚芳忠                                                                                  |

### テレビシリーズ
| 放映年     | 邦題 原題                                                          | 役名                          | 備考                                                | 吹き替え |
| ---------- | ------------------------------------------------------------------ | ----------------------------- | --------------------------------------------------- | -------- |
| 1963–1964  | ジェミーの冒険旅行 The Travels of Jaimie Mcpheeters                | ジェミー                      | 26エピソード                                        | 野中繁雄 |
| 1964       | 0011ナポレオン・ソロ The Man from U.N.C.L.E.                       | クリストファー・ラーソン      | 1エピソード                                         |          |
| 1964、1966 | 逃亡者 The Fugiteve                                                | エディ・ジェラード            | 2エピソード                                         |          |
| 1964、1974 | ガンスモーク Gunsmoke                                              | バック・ヘンリー              | 2エピソード                                         |          |
| 1966       | 宇宙家族ロビンソン Lost In Space                                   | クアノ                        | 1エピソード                                         | 小宮山清 |
| 1966       | FBIアメリカ連邦警察 The F.B.I.                                     | ダン・ウィンスロウ            | 1エピソード                                         |          |
| 1969       | さすらいのライダー Then Came Bronson                               | ウィリアム・P・ラヴァーリング | 「速射砲投手ウイリー」 / 「スピットボール・キッド」 |          |
| 1967–1981  | ディズニーランド Disneyland                                        | リッチ・エヴァンズ            | 22エピソード                                        |          |
| 1970       | ハイシャパラル The High Chaparral                                  | ダン・ランドー                | 1エピソード                                         |          |
| 1974,1975  | ポリススト－リー Police Story                                      | J・D・クロフォード            | 2エピソード                                         |          |
| 1977       | ハワイ5-0 Hawii Five-0                                             | ピーター・ヴァルチェック      | 第10シーズン第8話                                   |          |
| 2021-2023  | ホワット・イフ...? What If...?                                     | エゴ                          | 声の出演                                            | 金尾哲夫 |
| 2023-2024  | モナーク: レガシー・オブ・モンスターズ Monarch: Legacy of Monsters | リー・ショー（老年期）        |                                                     | 安原義人 |

## 日本語吹き替え
特に専属の声優はいないものの、安原義人をはじめ、原康義、大塚芳忠、江原正士、山路和弘などが比較的多くの作品で吹き替えを担当している。
このほかにも、金尾哲夫、菅生隆之、津嘉山正種、堀勝之祐、大塚明夫、石丸博也なども声を当てている。